# Xã Milford, Quận Dickinson, Iowa
Xã Milford (tiếng Anh: Milford Township) là một xã thuộc quận Dickinson, tiểu bang Iowa, Hoa Kỳ. Năm 2010, dân số của xã này là 1.022 người.